# Песьяна
Песьяна — река в России, протекает в Осинском районе Пермского края. Устье реки находится в 16 км по левому берегу реки Пизьма. Длина реки составляет 11 км.
Исток реки в средней части Тулвинской возвышенности на западных склонах горы Маяк (403 м НУМ) в 5 км к юго-востоку от посёлка Лесной. Река от истока течёт на запад, затем поворачивает на северо-запад. Всё течение проходит по ненаселённому лесному массиву. Впадает в Пизьму у деревни Каменка.

## Данные водного реестра
По данным государственного водного реестра России относится к Камскому бассейновому округу, водохозяйственный участок реки — Кама от Камского гидроузла до Воткинского гидроузла, речной подбассейн реки — бассейны притоков Камы до впадения Белой. Речной бассейн реки — Кама.
По данным геоинформационной системы водохозяйственного районирования территории РФ, подготовленной Федеральным агентством водных ресурсов:
- Код водного объекта в государственном водном реестре — 10010101012111100015070
- Код по гидрологической изученности (ГИ) — 111101507
- Код бассейна — 10.01.01.010
- Номер тома по ГИ — 11
- Выпуск по ГИ — 1